# 岡本憲明
岡本 憲明（おかもと のりあき、愛称ノーリー 1967年12月26日 - ）は、北部九州を中心に活動するフリーアナウンサー。元宮崎放送アナウンサーで、現在は九州朝日放送・NBCラジオ佐賀のラジオパーソナリティである。福岡県北九州市、専修大学出身。

## 担当番組

### 現在
- ラジオ深夜便の0時台・日本列島くらしのたよりにおける福岡県の中継先[2]
- さがけいばホット情報（NBCラジオ佐賀）

### 過去

#### 宮崎放送
- NORRY NIGHT
- 俺たちパープリン
- みやざき私たち

#### フリー転身後
- おはよういい朝KBC（九州朝日放送）
- 夜はこれから!ホークス派宣言（九州朝日放送）
- 情報ファイルさが（NBCラジオ佐賀）
- まちこさんと岡本くんの土曜はギューッと（NBCラジオ佐賀）
- NBCラジオ ザ・チャージ!（NBCラジオ佐賀）